# Château de la Source du Rollin
Le château de la Source du Rollin ou le château du Rollin est un château français situé à La Chapelle-Saint-Mesmin dans le département du Loiret en région Centre-Val de Loire.
L'édifice tient son nom du Rollin, petit cours d'eau qui prend sa source en contrebas du château pour se jeter dans la Loire à l'extrémité du val de la Chapelle (à Saint-Ay) trois kilomètres plus loin.

## Géographie
Le château de la Source du Rollin se situe sur le territoire de la commune de La Chapelle-Saint-Mesmin dans le département du Loiret en région Centre-Val de Loire, dans la région naturelle du Val de Loire, à l'Ouest d'Orléans.
L'édifice s'élève au sud-ouest du centre-ville, à environ 400 mètres de la rive nord de la Loire, au 284 de la route de Blois.

## Histoire
À partir du haut Moyen Âge, le Rollin est une dépendance de l'abbaye Saint-Mesmin de Micy.
La construction du château débute au XVe siècle. L'édifice est agrandi au XIXe siècle.
En 1827, une annonce judiciaire décrit la propriété comme une maison de campagne. A cette époque, selon cette annonce, le domaine occupe une superficie totale de 16 hectares qui s'étend sur plusieurs centaines de mètres à l'Est du château et est adjugé pour la somme de 73 205 francs.
En 1828, le château fait l'objet d'une vente par adjudication. Il est indiqué dans l'une des annonces que celui-ci dispose de deux moulins de blé à farine : un moulin de pierre à vent et un moulin à eau situé sur la petite rivière du Rollin.
Pendant la guerre franco-prussienne de 1870, le château est occupé par l'état-major allemand et un poste de secours avancé (ambulance) y est installé.
Le 20 octobre 1870, Maxime Genteur, ancien secrétaire général de la préfecture du Loiret, résidant au château, découvre dans la cheminée d'une des chambres occupée par le comte Stolberg, commandant de cavalerie, les restes d'un message manuscrit indiquant les positions des troupes allemandes avant la bataille de Coulmiers. Maxime Genteur transmet aussitôt le contenu de ce message au gouvernement stationné à Tours,,

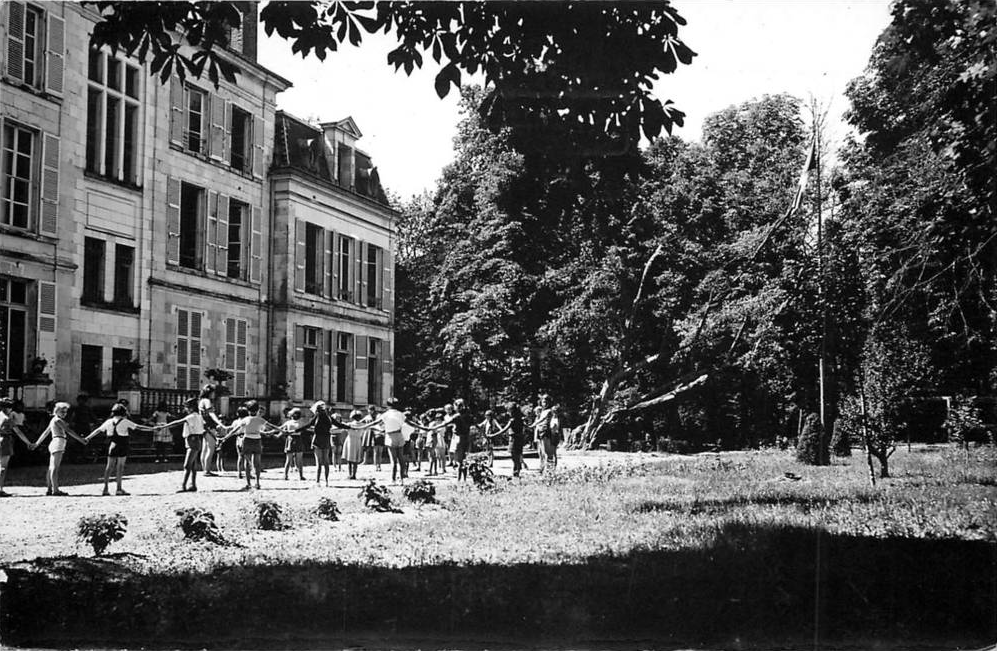
Colonie de vacances au château sur une carte postale ancienne

La presse, et notamment le journal Le Temps dans son édition du 29 août 1881, relate « un vol considérable », survenu au château de la Source du Rollin, où une somme de 100 000 francs a été dérobée « en valeurs, bijoux et couverts d'argent ».
À partir de 1880, le propriétaire, Maximilien Simon Genteur, rachète les terres libérées de la vigne (arrachée à cause de la crise du phylloxera) autour de son domaine (près de 80 parcelles notamment au lieu-dit Vaussoudun) et replante de nombreuses espèces d’arbres (peupliers, ormes...), qui constitueront une partie de ce qu’on dénomme aujourd’hui les bois de La Chapelle ou parc municipal. La coupe et la vente de ces arbres, 30 ans plus tard, contribueront à la création d’une scierie (scieurs de long en 1908 puis un banc de scie en 1924). Entre 1941 et 1943, les héritiers de la famille Genteur revendront à des Chapellois et des Orléanais, toutes ces parcelles boisées pour contribuer à la production de bois de chauffage.
Aujourd'hui, le bois de Vaussoudun est constitué de 250 parcelles de taille réduite qui appartiennent en majorité à des particuliers. Une quinzaine d'entr'elles sont situées dans le domaine public communal.
En 1889, le château fait l'objet de travaux de restaurations décidés par son propriétaire Gaston Cottreau.
Pendant l'occupation de 1940-1944, le commandement militaire allemand stationne au château.
Après la guerre, le château accueille le collège d'Annel, établissement d'études secondaires réservé aux adolescents atteints de troubles du comportement.
Le château héberge également des colonies de vacances dans les années 1950.
De 1964 à 2009, le Ministère de la Justice installe dans le château une unité éducative d'activités de jour.
L’État français met le château en vente par adjudication le 18 avril 2014 au prix de 495 000 €. Le château du Rollin est aménagé depuis en hôtellerie.
Deux sites archéologiques : un gallo-romain (lieu de culte potentiel) et un enclos circulaire sont répertoriés au lieu-dit La Source du Rollin dans le plan local d'urbanisme de la commune (approuvé en 2019) parmi 19 autres sites de vestiges.

### Liste des propriétaires successifs

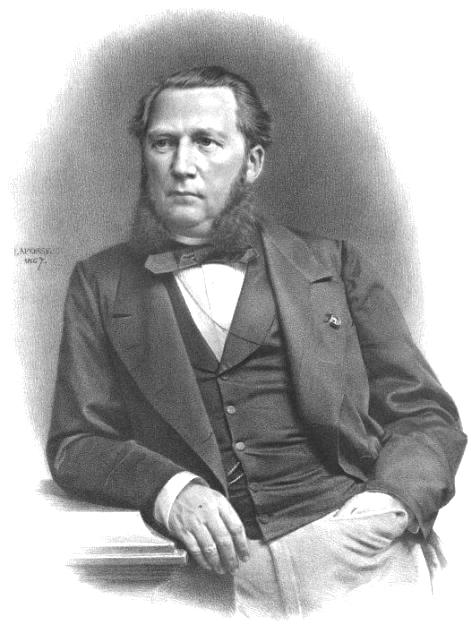
Maximilien Simon Genteur vers 1860

- Famille Rime (avant 1827)[7],[22] ;
- Famille Lefevre-Genteur[14], jusqu'à la fin des années 1920[23],
  - Charles Lefevre (1802-1880), Maire de Chaingy, Conseiller général du canton d'Orléans-Nord-Ouest - Chevalier de la Légion d'Honneur[24],
  - Maximilien Simon Genteur (1815-1882) et Marguerite Genteur-Légier[25], (1820-1899[26]) jusqu'en 1856,
  - Maxime Genteur (1841-1871[27]) et Marguerite Genteur-Lefevre (1848-1929), jusqu'en 1873 ;
  - Maximilien Marcel Genteur[28] (1869-1947) et André Marie Mesmin Genteur[29] (1871-1933), enfants des précédents ;
- Famille Cottreau, après 1873 et au moins jusqu'en 1929[4],
  - Gaston Laurent Cottreau[30] (1845-1925) et Marguerite Cottreau-Lefevre (1848-1929) jusqu'en 1929[31] ;
- Caisse de retraite et de prévoyance des clercs et employés de notaires[4] ;
- Ministère de la Justice (unité éducative d'activités de jour) de 1964 à 2014[20] ;
- Marjorie Mothiron (M & F Event)[32].

### Résidents célèbres
- Maximilien Simon Genteur[33] (1815-1882[34]), avocat, bâtonnier[35] du barreau d'Orléans, maire d'Orléans[36] (1854-1856), Conseiller général du Loiret (1852-1857), Préfet de l'Allier (1856-1863[37]), officier de l'instruction publique (1859), secrétaire général du Ministère de l'Instruction Publique (1863-1864[38]), chevalier[39] (1856) puis commandeur (1864) de la légion d'honneur, conseiller d'état (1864), membre du Conseil du sceau des titres (1869), président de la section de l'intérieur au Conseil d'État (1870[40]), Commissaire du gouvernement (1870), puis conseiller général des Ardennes (1871-1876[41]).

## Description

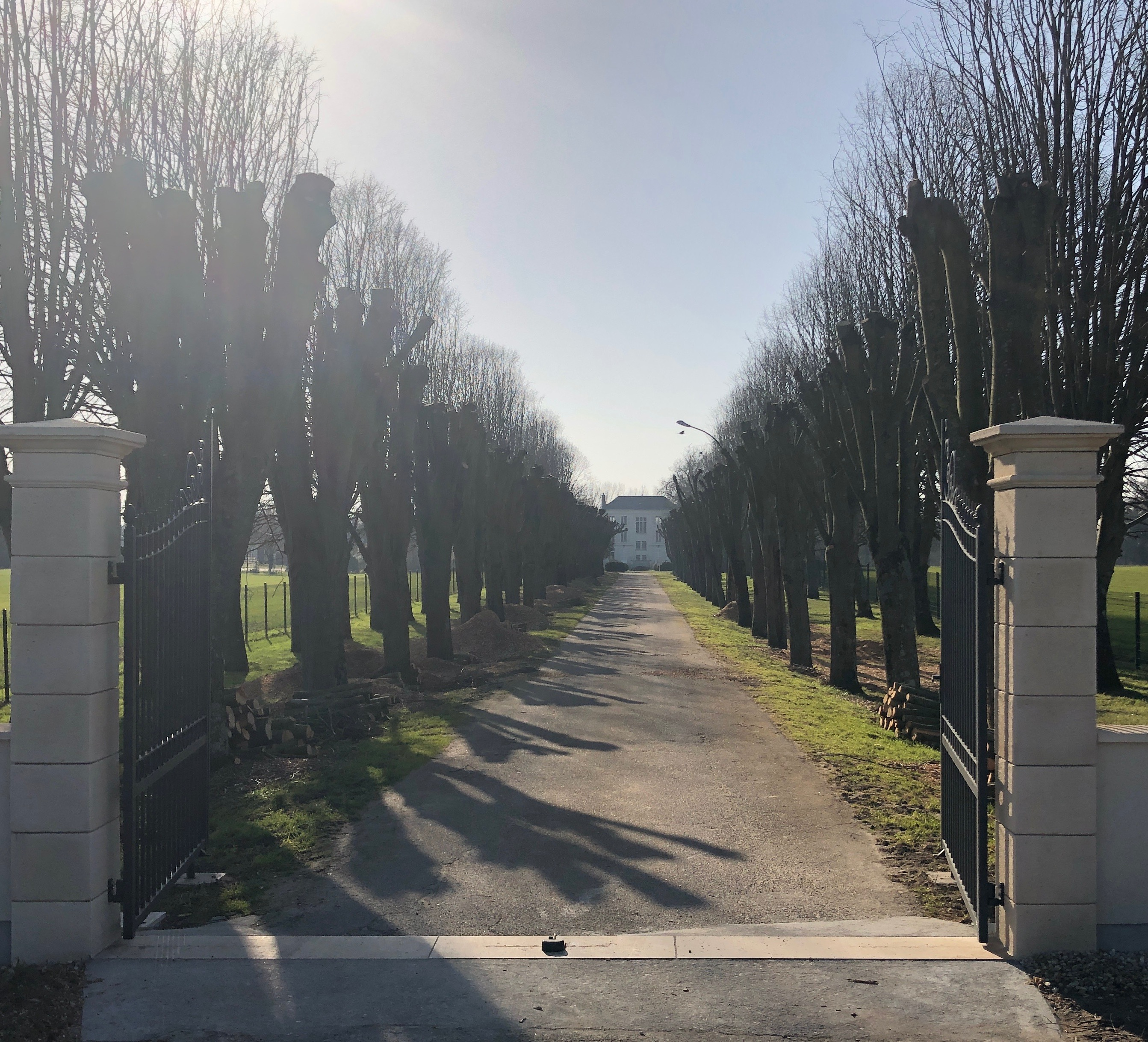
Allée et entrée du château
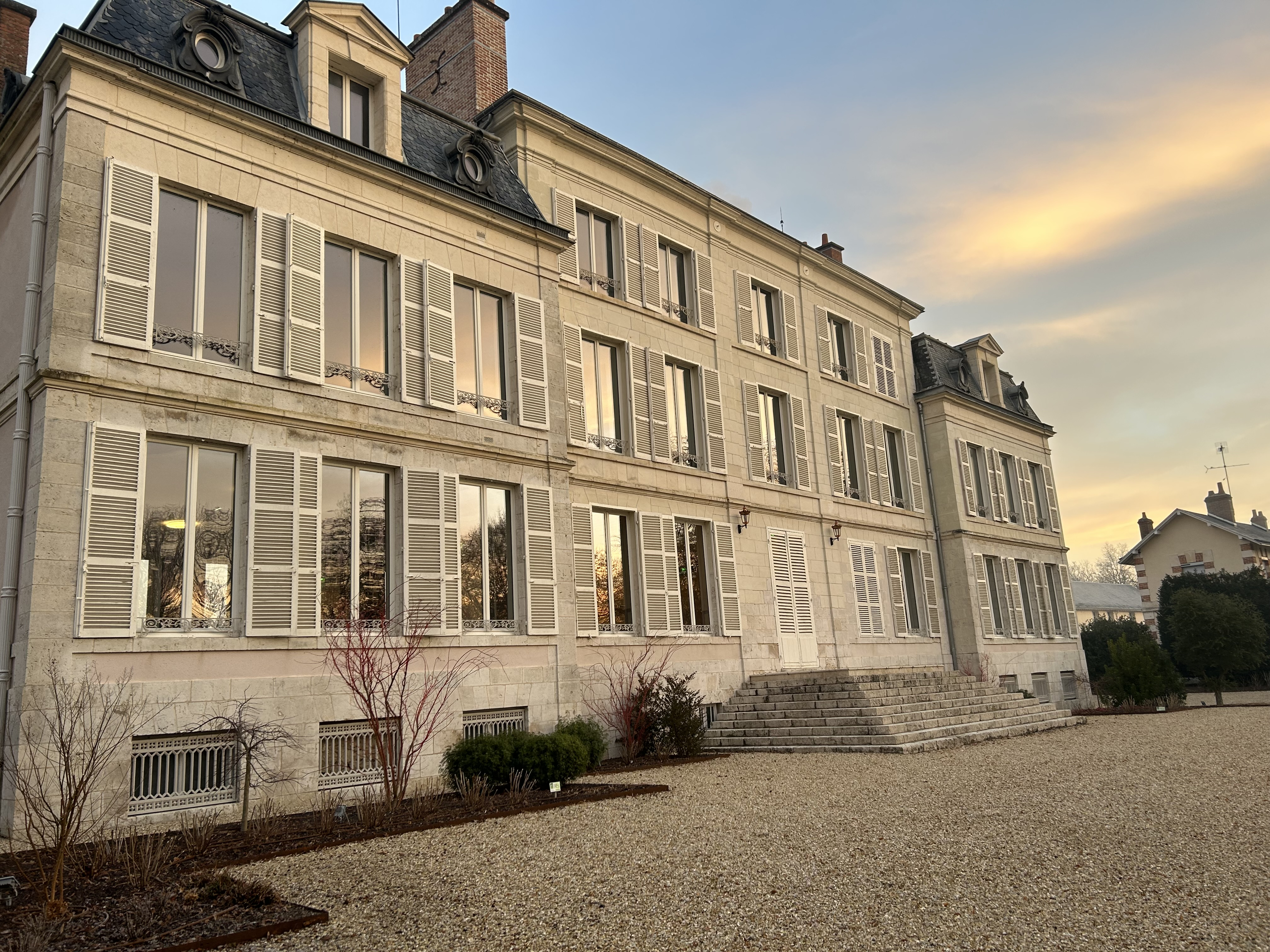
Façade nord du château
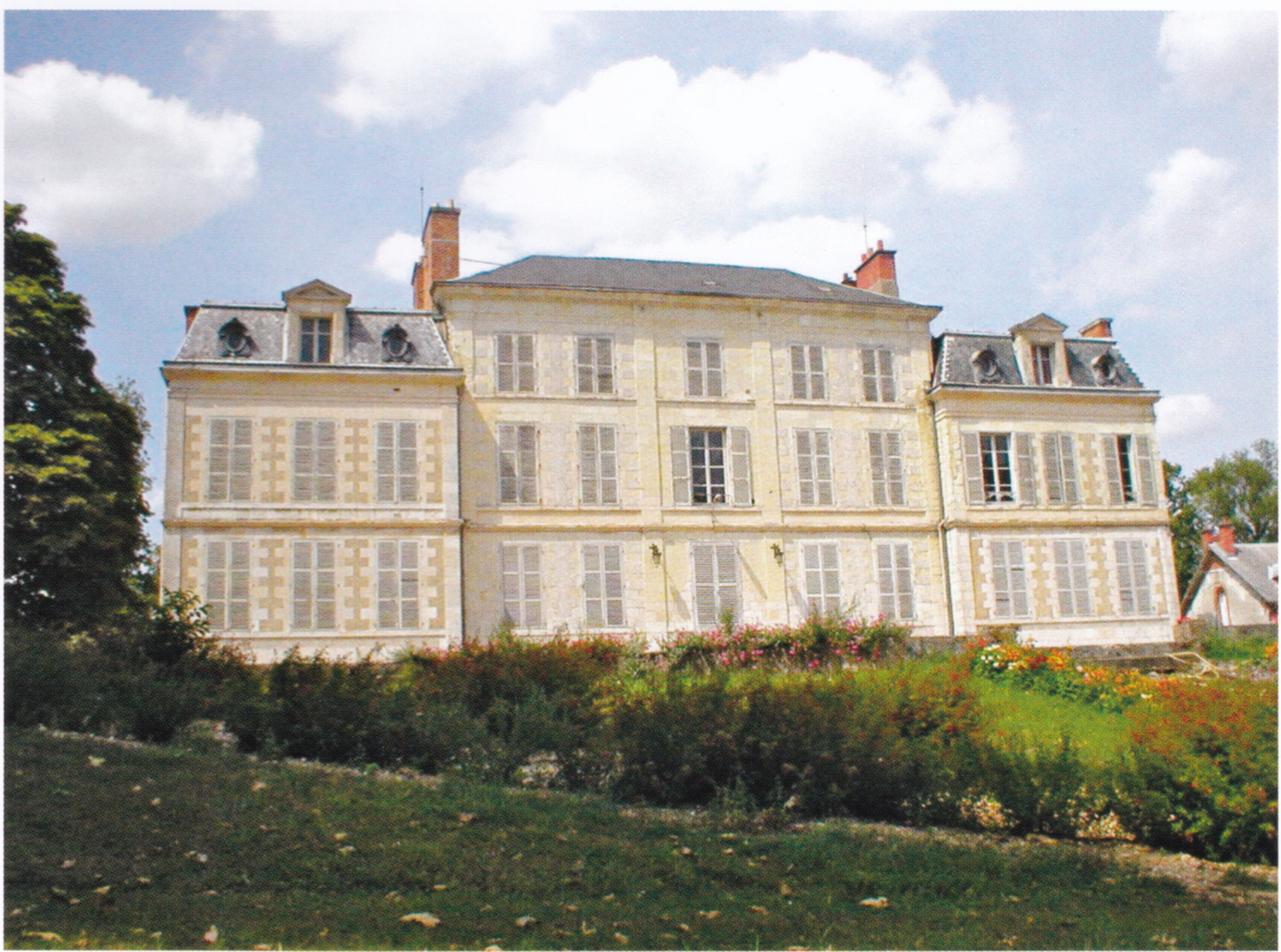
Façade sud du château
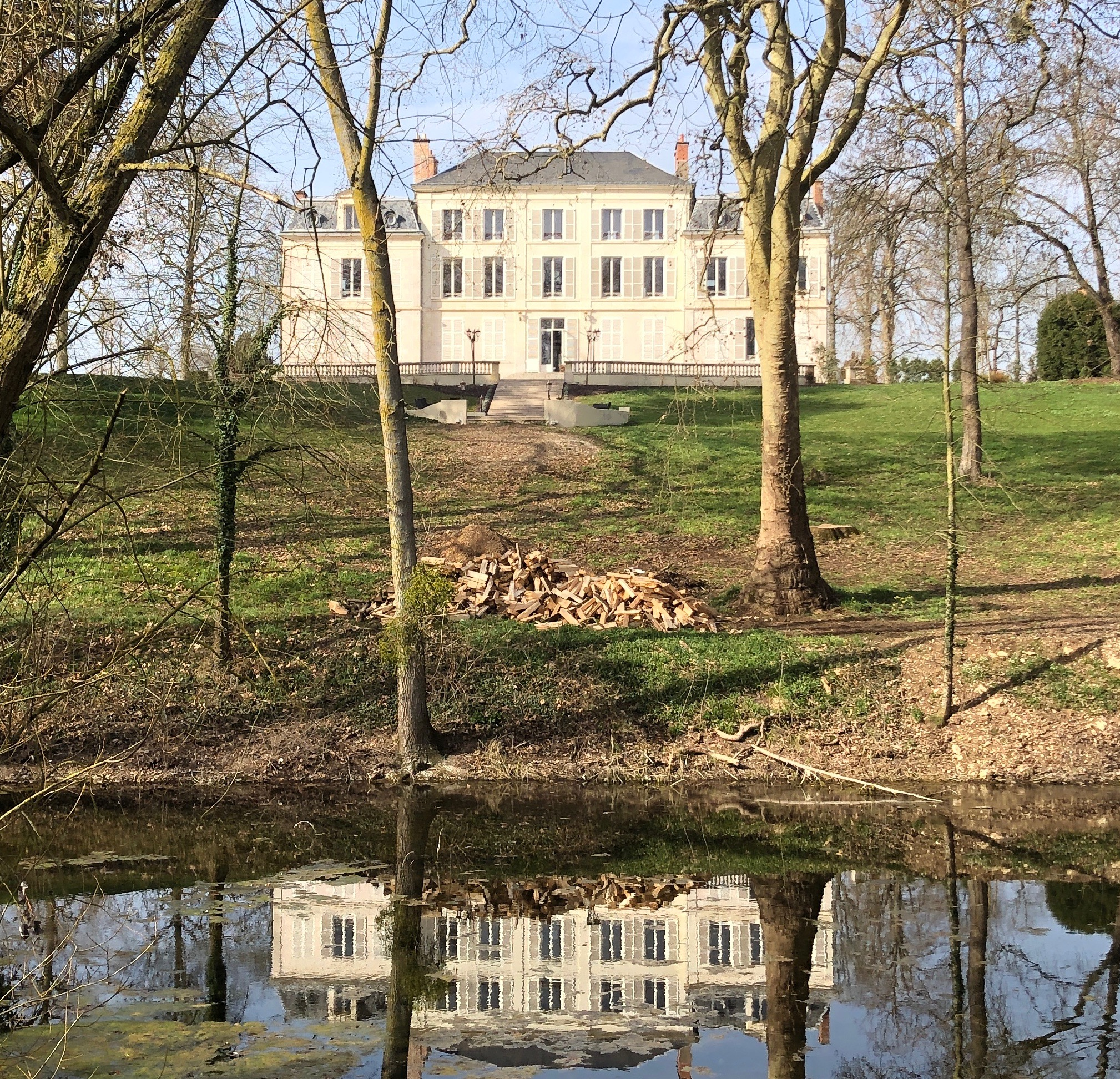
Le Rollin au bas du château
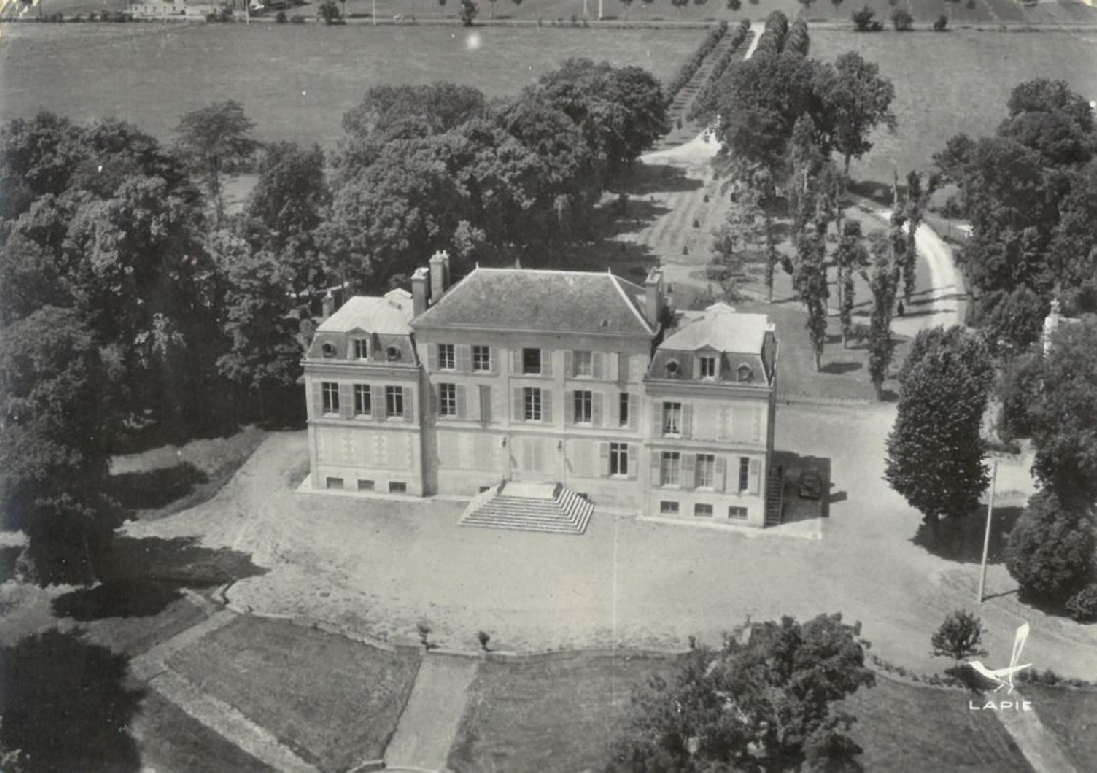
Vue aérienne du château

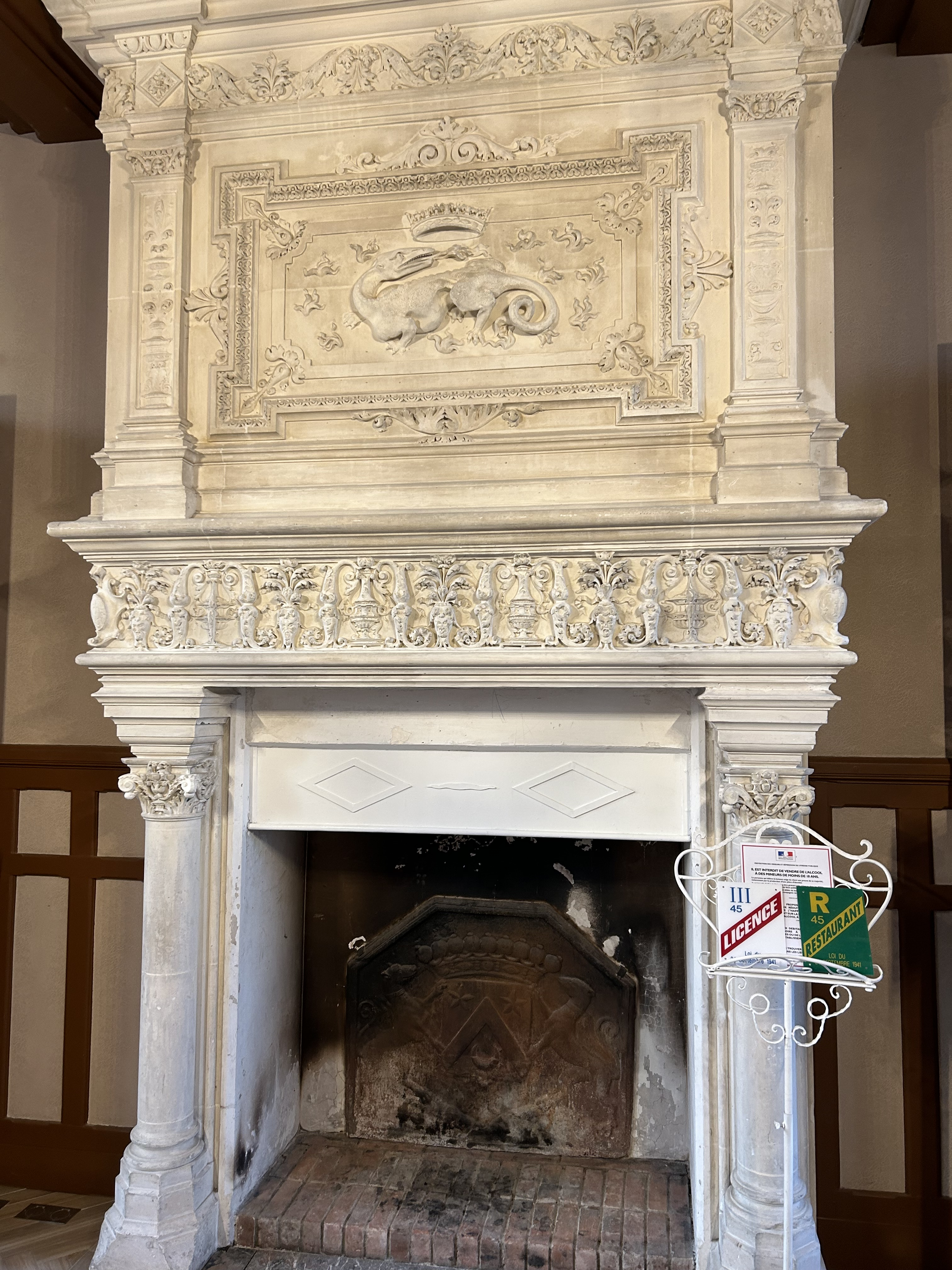
Cheminée renaissance (vestibule du château du Rollin)

Le domaine est composé du château (environ 4350 m²), de locaux communs et d'un parc boisé d’environ 5 hectares. À partir de la route départementale 2152, on y arrive par une allée d'ormes.
Le château est composé d'un corps de logis à deux étages et grenier, prolongé de deux pavillons plus bas (un étage) possédant des toits pourvus de lucarnes. Le vestibule est agrémenté d'un vaste foyer de cheminée d'époque renaissance, dont les jambages et la plate-bande sont composés de nombreux motifs sculptés. Le manteau de la cheminée est orné d'une salamandre, corps de la devise de François Ier.
Plusieurs bâtiments communs se situent au Nord-Est du château et s'organisent autour d'une cour fermée : côté nord, un bâtiment élevé d'un rez-de-chaussée et un étage ; derrière ce bâtiment, garage et chaufferie ; côté sud, autre bâtiment élevé d'un rez-de-chaussée et un étage, grenier sur partie ; à la suite, préau, derrière préau serre ; côté est, mur de clôture et petit bâtiment ; côté ouest, mur bahut surmonté d'une grille. Autour du bâtiment : terrain d'agrément, jardin, terrain de sports, bois, taillis.